# Distretto di Ylivieska
Il distretto di Ylivieska è un distretto della Finlandia. Si trova nella ex provincia di Oulu e fa parte della regione del Ostrobotnia Settentrionale. Conta sei comuni e il numero di classificazione LAU 1 (NUTS 4) è 177.
Il 31 maggio 2011, la popolazione del distretto era di 44.000 abitanti e l'area di 3.385 km², con quindi una densità di 12,99 ab./km².

## Entità
- Alavieska (Comune)
- Kalajoki (Città)
- Merijärvi (Comune)
- Oulainen (Città)
- Sievi (Comune)
- Ylivieska (Città)